# Кадотт (Вісконсин)
Кадотт (англ. Cadott) — селище (англ. village) в США, в окрузі Чиппева штату Вісконсин. Населення — 1498 осіб (2020).

## Географія
Кадотт розташований за координатами 44°56′59″ пн. ш. 91°9′14″ зх. д. / 44.94972° пн. ш. 91.15389° зх. д. (44.949802, -91.153760).  За даними Бюро перепису населення США в 2010 році селище мало площу 8,74 км², з яких 8,57 км² — суходіл та 0,17 км² — водойми.

## Демографія
Згідно з переписом 2010 року, у селищі мешкало 1437 осіб у 605 домогосподарствах у складі 369 родин. Густота населення становила 164 особи/км².  Було 649 помешкань (74/км²).
Расовий склад населення:
| - 98,1 % — білих - 0,4 % — азіатів - 0,3 % — чорних або афроамериканців - 0,1 % — корінних американців |

До двох чи більше рас належало 1,1 %. Частка іспаномовних становила 0,5 % від усіх жителів.
За віковим діапазоном населення розподілялося таким чином: 27,2 % — особи молодші 18 років, 55,3 % — особи у віці 18—64 років, 17,5 % — особи у віці 65 років та старші. Медіана віку мешканця становила 36,5 року. На 100 осіб жіночої статі у селищі припадало 90,3 чоловіків;  на 100 жінок у віці від 18 років та старших — 88,1 чоловіків також старших 18 років.
Середній дохід на одне домашнє господарство  становив 46 961 долар США (медіана — 42 955), а середній дохід на одну сім'ю — 56 308 доларів (медіана — 49 516). Медіана доходів становила 41 786 доларів для чоловіків та 28 854 долари для жінок. За межею бідності перебувало 18,5 % осіб, у тому числі 24,6 % дітей у віці до 18 років та 7,3 % осіб у віці 65 років та старших.
Цивільне працевлаштоване населення становило 604 особи. Основні галузі зайнятості: освіта, охорона здоров'я та соціальна допомога — 27,2 %, виробництво — 17,1 %, будівництво — 13,7 %, роздрібна торгівля — 13,2 %.